# (24761) Ahau
Ne doit pas être confondu avec (2395) Aho.
24761 Ahau est un astéroïde Apollon découvert le 28 janvier 1993 par Carolyn S. Shoemaker et Eugene M. Shoemaker à l'observatoire Palomar.